# 埼玉県立浦和高等学校
埼玉県立浦和高等学校（さいたまけんりつ うらわこうとうがっこう）は、埼玉県さいたま市浦和区領家五丁目に所在する県立男子高等学校。
埼玉県の進学指導重点推進校。2014年、スーパーグローバルハイスクール指定校。学校選択問題採用校。通称「浦高」（うらこう）。

## 概要
1895年（明治28年）、埼玉県第一尋常中学校として創設された旧制浦和中学校を前身とし、戦後、新制埼玉県立浦和高等学校となった。開校以来男子校である。
制服は男子校の伝統でもある金ボタン5個の黒詰襟学生服（標準学生服）。以前は学帽も存在していたが、現在は廃止されている。麗和会館に食堂も設置。

## 交通
電車
- JR京浜東北線 北浦和駅東口より徒歩10分

バス
- 東武バス「浦高前」下車

車
- 埼玉県道35号（第一産業道路）「領家」交差点を北浦和駅方向へ曲がり、左側
- 国道17号（旧中山道）「北浦和駅前」交差点を駅と反対方向へ曲がり、右側

## 沿革

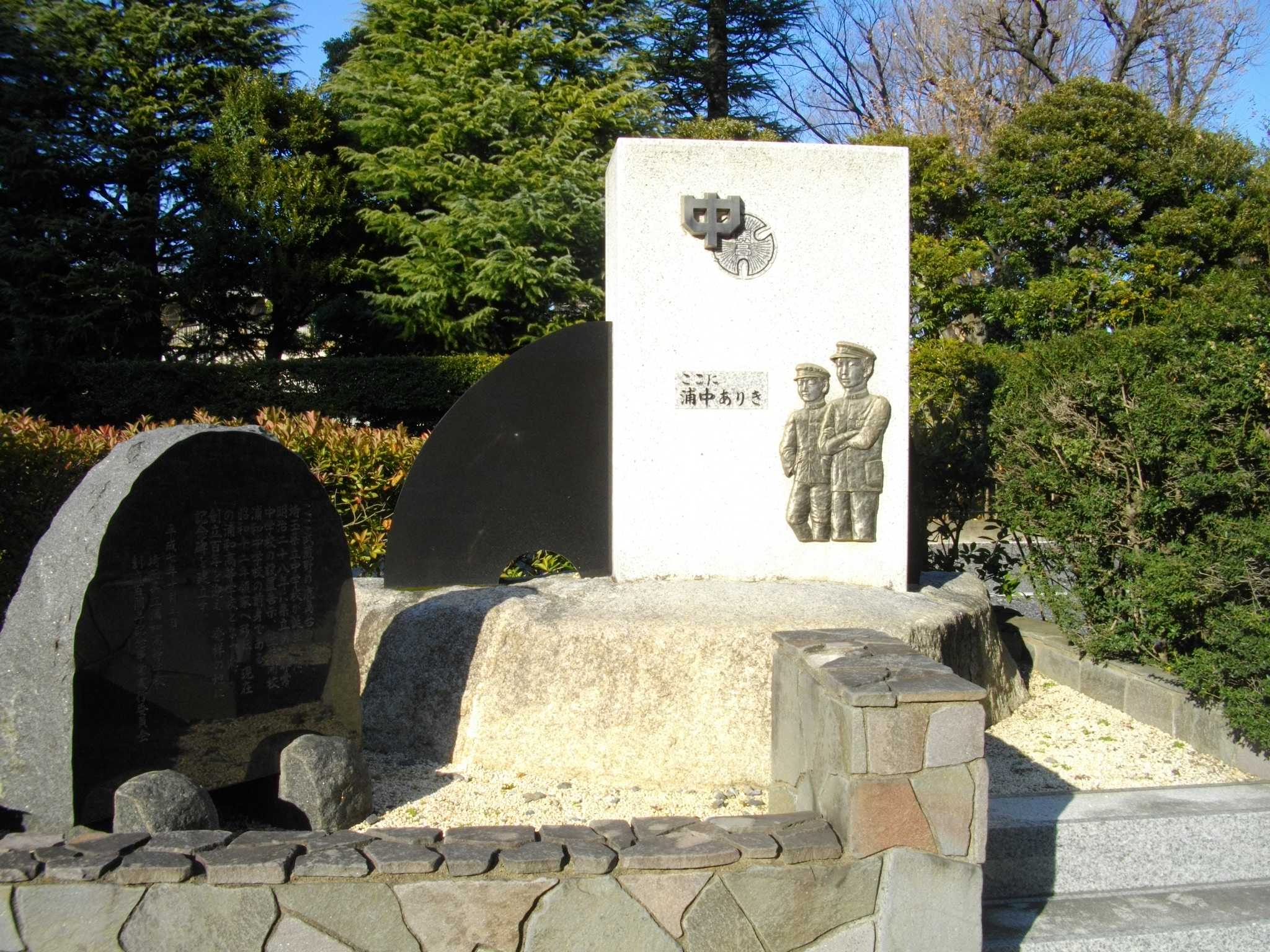
旧制浦和中学記念碑

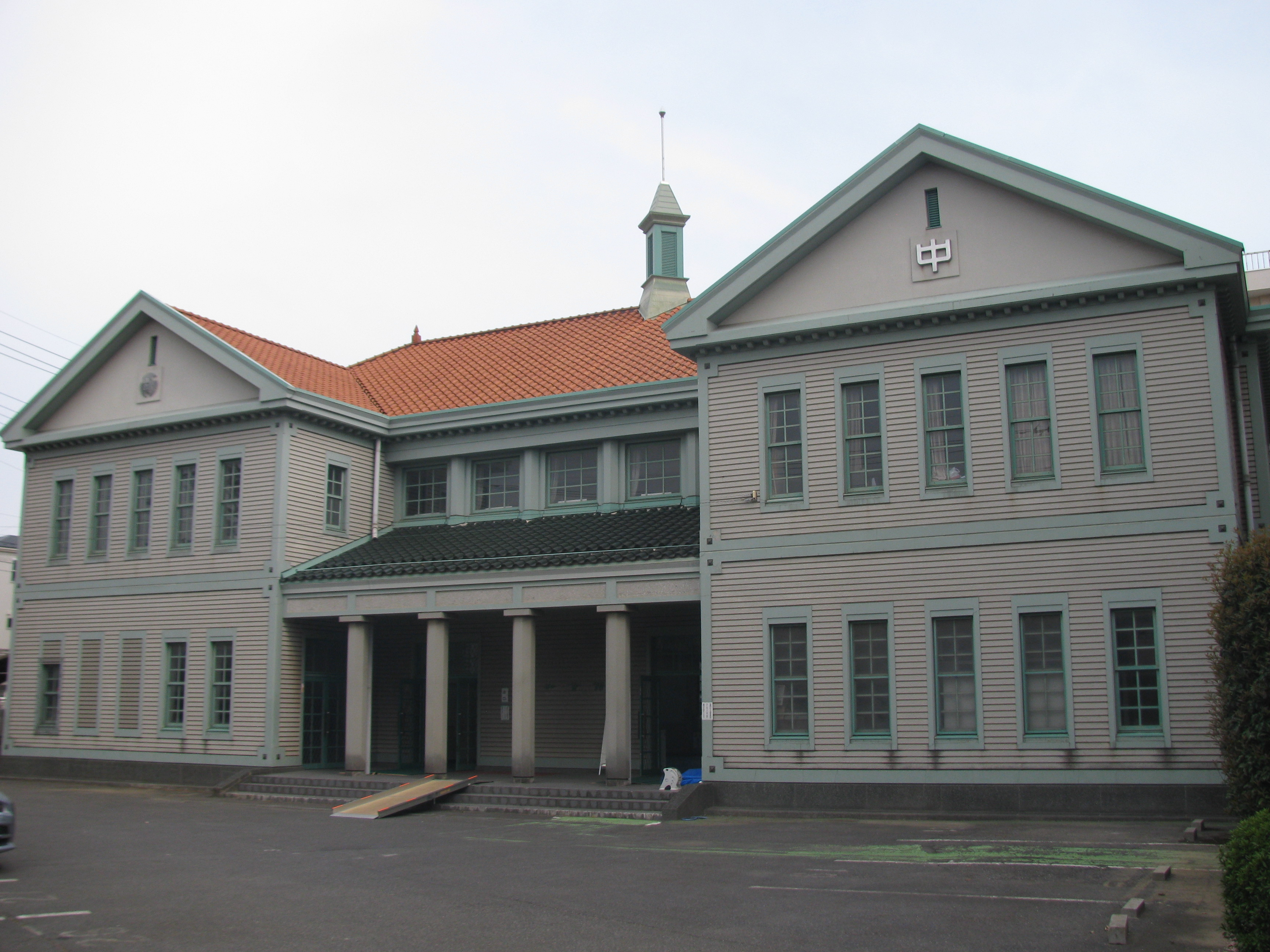
麗和会館

- 1895年（明治28年） - 埼玉県北足立郡浦和町に開設。埼玉県立第一尋常中学校と称する。
- 1896年（明治29年） - 浦和町鹿島台（現・常盤）に校舎竣工（現在は浦和警察署や埼玉県知事公館となっている）、開校。
- 1899年（明治32年） - 埼玉県第一中学校と改称。
- 1901年（明治34年） - 埼玉県立浦和中学校と改称。
- 1906年（明治39年） - 初期の校旗と現在の校歌が制定される｡
- 1937年（昭和12年） - 鹿島台から現在の校舎である領家へ移転。
- 1941年（昭和16年） - 埼玉県立敬和中学校（夜間中学）を併設。
- 1943年（昭和18年） - 敬和中学校を埼玉県立浦和中学校第二部に改組。
- 1948年（昭和23年） - 新学制により埼玉県立浦和高等学校と改称。第二部を定時制課程に改組。通信教育部の設置。生徒定員1050名、週5日制実験学校に指定。
- 1950年（昭和25年） - 埼玉県立浦和高等学校同窓会発足。
- 1955年（昭和30年） - 第二体育館竣工。
- 1957年（昭和32年） - 通信教育部が埼玉県立熊谷高等学校通信教育部を統合。
- 1963年（昭和38年） - 通信教育部を埼玉県立浦和通信制高等学校と改称して、本校に併設する形で独立校となる。
- 1965年（昭和40年） - C校舎竣工。
- 1978年（昭和53年） - 文化部室棟全焼。
- 1980年（昭和55年） - 管理棟A校舎竣工。
- 1982年（昭和57年） - 自彊館（格技場）・新体育館竣工。
- 1984年（昭和59年） - 合宿所・文化部室棟・自転車置き場竣工。
- 1985年（昭和60年） - 東京大学合格者が過去最高の61名。
- 1986年（昭和61年） - ランニングコース竣工。
- 1987年（昭和62年） - 浦和通信制高校が大宮市に移転。移転後の校舎を芸術棟に改築。
- 1988年（昭和63年） - 麗和会館（学食が設置されている）・運動部室棟竣工。
- 1992年（平成4年） - 弓道場竣工。
- 1993年（平成5年） - 学校用地（テニスコート）取得。
- 1995年（平成7年） - イギリスのパブリックスクールであるホイットギフト校（英語版）（Whitgift School）と姉妹校締結。開閉式ドーム付きプール施設竣工。
- 1996年（平成8年） - 家庭科棟竣工。埼玉県立熊谷高校との百年対決を決行
- 1999年（平成11年） - 単位制の導入。
- 2000年（平成12年） - 埼玉大学の聴講制度が開始。
- 2002年（平成14年） - 東京工業大学の聴講制度が開始。
- 2003年（平成15年） - 第二体育館が解体される。
- 2004年（平成16年） - 創立110周年記念事業として「浦高百年の森」事業を総会にて決定。
- 2005年（平成17年） - 一橋大学の聴講制度が開始。
- 2006年（平成18年） - 「埼玉大学高大連携講座に関する協定」を締結。
- 2010年（平成22年） - 埼玉県教育委員会の進学指導重点推進校に指定。
- 2014年（平成26年） - 文部科学省のスーパーグローバルハイスクールに指定。12月、キャロライン・ケネディ駐日アメリカ合衆国大使が来校。

## 授業
3学期制・隔週土曜授業。50分授業で6時限まで（週1日は7時限。土曜は4時限まで）。2年生より文型・理型別。現役での進路実現のため、3年間のプログラムを構築して指導。「浦和高校新世紀構想」として学力育成・進学指導を中心とした教育改革に取り組んでいる。
その一つが、高大連携教育である。2000年（平成12年）より埼玉大学での聴講制度が開始され、加えて現在では通信衛星を利用した東京工業大学や一橋大学の講義視聴制度も行っている。また、卒業生による特別講義「麗和セミナー」は、進路志望研究の場として利用されている。
授業では単位制の特性を生かし、各自の志望や興味・関心、習熟度に合わせて科目を選択できるようになっている。受験対応の授業をはじめ、ウィトゲンシュタインを読んだ上で各自のテーマで論文を作成する「倫理講読」、「近現代文学研究」、「解析学入門」、「幾何学入門」、「探究化学」など大学での学問・研究の入門的な授業や少人数授業による討論、論文作成なども多く取り入れている。

## 進路
平成時代における東京大学への累計合格者数は1069名で、全国の公立高校の中で1位の合格者数であった。
| 年度 | 東大合格者数 （現・浪合計） | 備考 （順位は、全国は10位以内・公立は3位以内のみを記載）                                                                            |
| ---- | --------------------------- | --- |
| 1951 | 43                          | 全国第7位 |
| 1952 | 43                          | 全国第6位 |
| 1953 | 34                          | |
| 1954 | 23                          | |
| 1955 | 23                          | |
| 1956 | 34                          | 全国第10位 |
| 1957 | 22                          | |
| 1958 | 40                          | 全国第8位 |
| 1959 | 21                          | |
| 1960 | 25                          | |
| 1961 | 40                          | |
| 1962 | 30                          | |
| 1963 | 44                          | |
| 1964 | 37                          | |
| 1965 | 52                          | |
| 1966 | 40                          | |
| 1967 | 33                          | |
| 1968 | 49                          | |
| 1969 | -                           | 大学闘争のため東京大学入学試験が中止                                                                                                |
| 1970 | 44                          | 東京都では公立高等学校入試における学校群制度導入後の初年度卒業生                                                                    |
| 1971 | 58                          | |
| 1972 | 50                          | |
| 1973 | 36                          | |
| 1974 | 60                          | 全国第9位・公立第2位 |
| 1975 | 55                          | 全国第10位・公立第2位 |
| 1976 | 59                          | 全国第9位・公立第1位 |
| 1977 | 45                          | |
| 1978 | 42                          | |
| 1979 | 59                          | 大学共通第1次学力試験の開始。全国第10位・公立第2位                                                                                  |
| 1980 | 58                          | 全国第10位・公立第2位 |
| 1981 | 51                          | 全国第10位・公立第1位 |
| 1982 | 54                          | 埼玉県公立高等学校入試における学区制導入前の最終年度卒業生。全国第10位・公立第1位                                                   |
| 1983 | 57                          | 埼玉県公立高等学校入試における学区制導入後の初年度卒業生。全国10位・公立第2位                                                       |
| 1984 | 54                          | 全国第9位・公立第1位 |
| 1985 | 61                          | 東京都では公立高等学校入試におけるグループ合同選抜制度導入後の初年度卒業生 全国第9位・公立第1位                                     |
| 1986 | 56                          | |
| 1987 | 48                          | 国公立大学の入試における「連続方式」の開始                                                                                          |
| 1988 | 62                          | 当校における最多合格者数を記録 |
| 1989 | 54                          | |
| 1990 | 60                          | 大学入試センター試験の開始 |
| 1991 | 58                          | |
| 1992 | 47                          | |
| 1993 | 48                          | 全国第10位・公立第1位 |
| 1994 | 49                          | |
| 1995 | 50                          | |
| 1996 | 24                          | 埼玉県公立高等学校入試における推薦・一般制度導入後の初年度卒業生                                                                    |
| 1997 | 32                          | 国公立大学の入試における「分離・分割方式」の開始                                                                                    |
| 1998 | 29                          | |
| 1999 | 29                          | |
| 2000 | 32                          | |
| 2001 | 16                          | |
| 2002 | 28                          | |
| 2003 | 29                          | |
| 2004 | 22                          | |
| 2005 | 27                          | |
| 2006 | 16                          | 埼玉県公立高等学校入試における学区制導入後の最終年度卒業生                                                                          |
| 2007 | 33                          | 埼玉県公立高等学校入試における学区制廃止後の初年度卒業生                                                                            |
| 2008 | 33                          | |
| 2009 | 36                          | |
| 2010 | 29                          | |
| 2011 | 30                          | 公立第2位 |
| 2012 | 40                          | 埼玉県公立高等学校入試における前期・後期制導入後の最終年度卒業生                                                                    |
| 2013 | 46                          | 埼玉県公立高等学校入試における前期・後期制廃止後の初年度卒業生                                                                      |
| 2014 | 33                          | |
| 2015 | 27                          | 公立第1位 |
| 2016 | 22                          | 東京大学が推薦入試を導入（同時に後期入試を廃止）。 私立栄東高校の東大合格者数が27名となり、初めて埼玉県内の他の高校に首位を明け渡す |
| 2017 | 32                          | 当校が再び県内で首位となる。公立第2位                                                                                               |
| 2018 | 22                          | 公立第3位 |
| 2019 | 41                          | 公立第1位 |
| 2020 | 33                          | 大学入学共通テストの開始。公立第2位                                                                                                 |
| 2021 | 46                          | 公立第3位 |
| 2022 | 27                          | 公立第3位 |
| 2023 | 36                          | 公立第3位 |
| 2024 | 44                          | 公立第2位 |
| 2025 | 41                          | 公立第3位 |

## 学校行事
1学期
- オリエンテーション
- 新入生歓迎マラソン
- 体育祭
- 臨海学校
- スポーツ大会・文化大会

2学期
- 浦高祭
- 強歩大会
- 修学旅行
- スキー教室
- スポーツ大会・文化大会

3学期
- 卒業式
- スポーツ大会・文化大会

1年生の臨海学校は1958年（昭和33年）から開かれており、泳力・忍耐力の向上を目的とした水泳実習だけでなく、避難訓練や水中観察なども行われている。当初、臨海学校は千葉県で開催されていたが、東京湾の水質悪化を受け、1968年（昭和43年）以降は伊豆半島の弓ヶ浜（静岡県賀茂郡南伊豆町）で開催するようになった。2011年（平成23年）に東北地方太平洋沖地震（東日本大震災）が発生し、南海トラフ巨大地震への懸念から2012年（平成24年）から2014年（平成26年）にかけては会場を新潟県に移していたが、2015年（平成27年）からは再び弓ヶ浜で臨海学校を開催している。
神奈川県立湘南高校とは定期戦（「湘南・浦和定期交歓戦」（浦和高校では「湘南戦」、湘南高校では「浦高戦」と呼ばれる）が毎年5月に開催されていた。全校を挙げた1956年以来の伝統行事であったが、2002年をもって廃止となった。最終通算成績は31勝15敗であった。

## 施設
グラウンドやテニスコート2面、弓道場(OBにより建設)、体育館（2003年（平成15年）8月まで2棟存在した）、開閉式ドーム付きプール施設などがある。開閉式ドーム付きプール施設にはソーラーパネルが取り付けられている。校舎はA棟、B棟、C棟、芸術棟（通称、「D棟」）、家庭科棟などに分かれる。A棟とB棟の間の中には旧校舎の表玄関があり、パルテノンと呼ばれる。他には、同窓会館である麗和会館や自彊館（武道場）、運動部室棟、文化部室棟（通称、「長屋」）などが設置されている。麗和会館内には学食も設置。

## 学生生活・学風
「尚文昌武」を校是とし、自由な校風である。校則はない。ただし、慣行として、制服（学ラン）着用がある。その他、細かな規制は存在せず、校規検査も行われない。
また、学校行事では「雨天決行の原則」が存在し、台風襲来時の臨海学校の遠泳を除き、雨天時の行事中止はない。

## 部活動
運動部
- 陸上部
- 体操部
- 柔道部
- 剣道部
- 弓道部
- バドミントン部
- テニス部
- ソフトテニス部
- 野球部
- 卓球部
- バレーボール部
- ラグビー部
- バスケットボール部
- サッカー部
- 水泳部
- ボート部
- カヌー部
- 山岳部
- オリエンテーリング部

文化部
- 文芸部
- 化学部
- 演劇部（2019年10月現在休部）
- 美術部
- 歴史部
- 工芸部
- 数学部
- 生物部
- 物理部
- 英語部
- 地学部
- 写真部
- グリー部
- 吹奏楽部
- 落語研究部（2021年4月現在休部）
- 室内楽部
- 囲碁将棋部

同好会
- 鉄道研究会
- クイズ研究会
- 軽音楽部
- 漢文素読部
- JRC部

広報局
委員会として運営してしまうと、半年ごとに委員が交代してしまい、業務内容が安定しないもの。また、高い専門性が求められるもの。それらを、分類上は部活動としている。
- 新聞部
- 雑誌部
- 放送部
- 8mm制作部（2018年に放送部へ統合）
- 応援団

水泳部やカヌー部、ボート部、弓道部、ラグビー部、陸上部、囲碁将棋部などの全国大会出場も多く、部活動も盛んである。過去には、サッカー部が全国高等学校サッカー選手権大会にて1952年（昭和27年）、1954年（昭和29年）、1955年（昭和30年）と3度の優勝、国民体育大会にて1949年（昭和24年）、1951年（昭和26年）と2度の優勝経験がある。
2013年、ラグビー部が埼玉県立深谷高校を破り54年ぶりに2度目の全国大会出場を決めた。また、2019年に3度目の全国大会出場を果たし、1回戦岡山県立玉島高校、2回戦青森山田高校を破り、ベスト16進出を果たした。
クイズ研究会は全国高等学校クイズ選手権の全国大会出場常連校である。過去出場した中、2005年（平成17年）の第25回と2006年（平成18年）の第26回はともに優勝し大会初の連覇達成、2006年は世界大会でも優勝（日・韓・米の3カ国で開催予定だったが、テロ事件の影響でアメリカは未出場のため、日・韓の2カ国のみでの対戦）。続く第27回は3連覇を狙うも準優勝（優勝はラ・サール高校）。第28回と第29回はベスト4。第30回は準優勝（優勝は開成高校）。第35回大会で3度目の優勝を果たした。また、2020年8月に、TBS系列のテレビ番組「東大王」の番組企画「東大王　選抜クイズ甲子園スペシャル」にて、決勝で同じ埼玉の栄東高校を破り優勝を果たす。
全国高等学校サッカー選手権大会と全国高等学校クイズ選手権の両方で、優勝を達成したのは栃木県立宇都宮高校に次いで2番目である（後に2014年に京都府立洛北高校も達成している）。
グリー部は2017年、大阪府大阪市のフェスティバルホールで開催された全日本合唱連盟・朝日新聞社主催の「第70回全日本合唱コンクール全国大会」に出場し、浦高史上初の金賞・文部科学大臣賞・カワイ奨励賞を受賞した。グリー部にとって全国大会出場は2年ぶり3度目のことであった。

## 国際交流
同校はイギリスのウィットギフト校と姉妹校関係にある。
短期交換留学やラグビー部、室内楽部などの部活動短期派遣に加え、長期交換留学制度もある。この長期交換留学制度は、基準を満たせば公費留学が可能であり、また国際的な大学入学資格である国際バカロレアを取得するコースがある。これによって、2008年（平成20年）には交換留学生がケンブリッジ大学に合格。その他にもインペリアル・カレッジ・ロンドンやロンドン・スクール・オブ・エコノミクス、エディンバラ大学へ進学した生徒もいる。